# Новопетрівка (Піщанобрідська сільська громада)
Новопетрі́вка — село в Україні, у Піщанобрідській сільській громаді Новоукраїнського району Кіровоградської області. Населення становить 218 осіб. Орган місцевого самоврядування — Піщанобрідська сільська рада.

## Населення
Згідно з переписом УРСР 1989 року чисельність наявного населення села становила 238 осіб, з яких 104 чоловіки та 134 жінки.
За переписом населення України 2001 року в селі мешкало 218 осіб.

### Мова
Розподіл населення за рідною мовою за даними перепису 2001 року:
| Мова       | Відсоток |
| ---------- | -------- |
| українська | 93,12 %  |
| російська  | 3,67 %   |
| молдовська | 3,21 %   |